# Ара
Ара (макаои) је врста великог шареног папагаја из Америке. Оне су највеће птице у породици папагаја у погледу висине и распона крила, иако је какапо тежи. Постоји 18 врста ара.
Њихово природно станиште су шуме, нарочито прашуме Мексика и Централне и Јужне Америке. Крећу се у бучним јатима, осим за време парења. Хране се воћем, семеном и бразилским орахом.
Највећа је црвено–плава (скерлетна) ара. Дуга је 90 центиметара. Скерлетноцрвене је боје са трбушне стране. Има светлоплава крила и леђа и црвени реп.
Позната је и плаво–жута ара. Она има плаву главу и леђа, и има жути доњи део тела.
Аре су чести љубимци. Воле да причају и певају, а могу се и дресирати. Нажалост, њихово сјајно перје и социјални начин живота их чини лаким пленом ловаца, па је неколико врста ара изумрло у подручју Кариба.  

## Галерија
- Ara macao (црвено–плава)
- Ara macao (црвено–плава)
- Ara macao (црвено–плава)
- Ara ararauna (плаво–жута)
- Ara ararauna (плаво–жута)
- Ara ararauna (плаво–жута)
- Ara ararauna (плаво–жута)
- Anodorhynchus hyacinthinus
- Ara macaw militaris
- Ara rubrogenys
- Ara chloropterus у Парку краљице Елизабете у Ванкуверу